# Marie s'infiltre
Pour les articles homonymes, voir Benoliel.
Marie s'infiltre (nom de scène de Marie Benoliel) est une comédienne, humoriste, vidéaste web et chanteuse française, née le 13 janvier 1991 à Paris.
Elle s'est initialement fait connaître pour ses vidéos satiriques sur les réseaux sociaux. En 2017, elle produit, met en scène et joue dans son premier spectacle, Le Show inouï, retraçant la vie d'une usurpatrice.

## Biographie
Marie Benoliel se lance dans le théâtre et suit des cours de comédie au Cours Florent après une classe préparatoire hypokhâgne, khâgne, un passage à Sciences Po et des études de droit,,.
Elle se fait progressivement connaître auprès du grand public grâce aux vidéos postées sur sa chaîne YouTube où elle « s'infiltre » dans différents milieux, notamment lors d'un meeting de campagne de Marine Le Pen pour l'élection présidentielle de 2017, ou bien durant la Marche des fiertés de Paris en 2018.
Elle  produit son premier one woman show au théâtre des Feux de la rampe tout au long de 2018 puis, hebdomadairement, au Bus Palladium en 2019. De septembre à novembre 2019, elle est chroniqueuse dans l'émission La Grande Darka de Cyril Hanouna sur C8.
En 2021, elle réalise avec Maxime Allouche, son associé, une série de trois documentaires sur Dubaï, de manière clandestine, en caméra cachée. Elle y révèle les conditions de travail et de vie des travailleurs immigrés. Elle met en lumière les dessous de la prostitution.

## Théâtre
En juin 2017, elle coécrit avec son ami Maxime Allouche son premier spectacle Marie s'infiltre sur scène qui deviendra Le Show inouï en 2018. En 2023, elle entame la tournée de son spectacle Culot,,. Ce spectacle fait l'objet de critiques concernant son traitement du conflit israélo-palestinien. L'humoriste Florence Mendez lui reproche entre autres d'« entretenir un narratif tronqué et dangereux du conflit entre voisins, qu'un peu d'amour et de bonne volonté suffirait à résoudre ».

## Médias

### VidéosMarie s'infiltre
Elle réalise une satire exhaustive de la société française dans ses divers aspects, politiques et culturels. 
Ses satires s'inspirent des œuvres de multiples comédiens, de la société, des personnalités culturelles. En outre, l'humoriste profite de sa tournée pour se jouer par exemple du mode de vie des Bordelais.

#### Burning Man(2017)
En 2017, les deux réalisateurs associés se rendent à Burning Man afin de réaliser une vidéo satirique sur le plus grand événement participatif et artistique au monde, rassemblant 70 000 personnes chaque été dans le désert du Nevada. Dans cette vidéo, elle montre la vie des festivaliers, les principes qui régissent leur communauté et leurs différentes activités notamment en filmant plusieurs participants en caméra cachée et sans leur demander leur autorisation. Elle conteste l'utopie créée dans ce festival.

### Suspicion de plagiat
En 2017, le compte YouTube CopyComic Videos publie une vidéo reprenant différents extraits de vidéos de Marie s'infiltre et de Zazon pour mettre en évidence les similitudes entre les contenus proposés par les deux comédiennes,.

### Chroniques télévisées
- 2018 : Conversations avec Anna Cabana (i24News)[18]
- 2019 : La Grande Darka (C8)

### Participations àFort Boyard
En 2022, Marie s'infiltre participe à l'émission Fort Boyard au profit de deux associations : le Centre de conservation des chimpanzés et Keep a Breast (en). Elle est en équipe avec Élie Semoun, Clémence Botino, Camille Lacourt, Gabin Tomasino et Loïc Legendre. Ils remportent la somme de 11 506 €.
En 2025, elle participe de nouveau à Fort Boyard au profit de l'association Stand Speak Rise Up! qui lutte contre le viol de guerre. Elle est en équipe avec Stéphane Bern, Théo Curin, Jimmy Mohamed, Frédérick Bousquet et Virginie Sainsily. Ils remportent la somme de 20 538 €,.

## Polémiques
En mars 2025, elle affirme sur une de ses publications Instagram que lors de la marche contre le racisme du 22 mars 2025, un slogan antisémite « à bas l'État, les Juifs et les fachos » a été scandé, ce qui a été démenti par l'ensemble des journalistes présents sur place,.
En juillet 2025, elle affirme avoir été exclue d'une terrasse de café « parce que juive ». Le site Arrêt sur images indique que l'information a été reprise sans contradictoire par la plupart des médias ou de personnalités politiques. Les militants pro-palestiniens mis en cause réfutent tout propos antisémites ou racistes et dénoncent une « posture agressive » de la part de la comédienne. De plus, selon Rafik Chekkat, avocat des militants, elle n'a pas été chassée de l'établissement mais est partie de sa propre initiative, version confirmée par le gérant du café.

## Discographie

### Clips
- 2020 : Culot
- 2020 : Coup de théâtre
- 2020 : Couvre feu
- 2020 : Dubaï
- 2021 : Nuit parisienne
- 2021 : Moula
- 2021 : Fais ce qu’il te plait
- 2021 : Été sauvage
- 2022 : Dernier Voyage
- 2023 : Elle danse

## Publication
- L'Évangile selon Marie s'infiltre, le guide de l'Infiltration qui va changer votre vie, Neuilly-sur-Seine, Michel Lafon, 8 octobre 2020, 199 p. (ISBN 978-2-7499-4419-7 et 978-2-7499-4195-0, lire en ligne).